# Arka Asmara
Arka Satyaandipa Asmara (* 29. Januar 2006) ist ein indonesischer Eishockeytorwart, der bei Badax in der indonesischen Eishockeyliga spielt.

## Karriere
Arka Asmara, Sohn des Schauspielers  Anjasmara und dessen Ehefrau Dian Nitami, begann seine Karriere bei Badax in der indonesischen Eishockeyliga, wo er bis heute spielt.

### International
Asmara nahm zunächst mit der indonesischen U20-Auswahl an der IIHF Ice Hockey U20 Asia and Oceania Championship 2022 teil. Anschließend spielte er für die indonesische Herren-Nationalmannschaft bei der Weltmeisterschaft der Division IV 2023, als er jeweils nach dem Philippiner Paolo Spafford und dem Mongolen Mönchbold Bajarsaichan die drittbeste Fangquote und den drittgeringsten Gegentorschnitt des Turniers erreichte und zum besten Spieler seiner Mannschaft gewählt wurde, teil.